# 1489 en littérature
| Années de la littérature : 1486 - 1487 - 1488 - 1489 - 1490 - 1491 - 1492    |
| Décennies de la littérature : 1450 - 1460 - 1470 - 1480 - 1490 - 1500 - 1510 |

Cet article présente les faits marquants de l'année 1489 en littérature.

## Événements
- De 1489 à 1498, Philippe de Commynes rédige ses Mémoires[1] (publiés en 1524). Il y dresse les portraits des princes qu’il a côtoyés et évoque les conflits auxquels il a participé.
- Fin 1489-été 1494 : rédaction du Séjour d’honneur (1490-1494), traité en vers et en prose d’Octavien de Saint-Gelais[2].

## Parutions
- 16 juillet : le riche érudit Eliezer ben Alantasi Toledano édite à Lisbonne le « Commentaire» de Nahamide sur le Pentateuque[3]), qui constituent les tout premiers livres imprimés à Lisbonne.

- 21 juillet : Histoire de Charlemagne, de Jehan Bagnyon est imprimé à Lyon chez Jacques Maillet. Cette œuvre est commandée dès 1465 par le chanoine Henri Bolomier, des chapitres de Lausanne et Genève, futur confesseur du duc Philibert Ier de Savoie (1465-1482). Cette somme est une synthèse romanesque de vieilles chansons de geste, et elle est plusieurs fois rééditée jusqu'au XIXe siècle. La geste du géant Fierabras a fait l'objet en 1478 d'une édition à part[4].

- 3 décembre : publication de De vita libri tres (en) (« Les trois livres de la vie » ) de Marsile Ficin[5].

- Heptaplus id est de Dei creatoris opere[6] (« Heptaple »), exposé philosophico-mystique de la création de l’univers de Pic de la Mirandole[7].

- Valentin et Orson, remaniement en prose par Jacques Maillet, Lyon[8].

## Naissances
- Mariangelo Accursio : écrivain, humaniste, philologue et archéologue italien de la Renaissance. († 4 août 1546).